# Општина Сусени (Муреш)
Сусени (рум. Suseni) општина је у Румунији у округу Муреш.
Oпштина се налази на надморској висини од 407 m.